# Karaffe

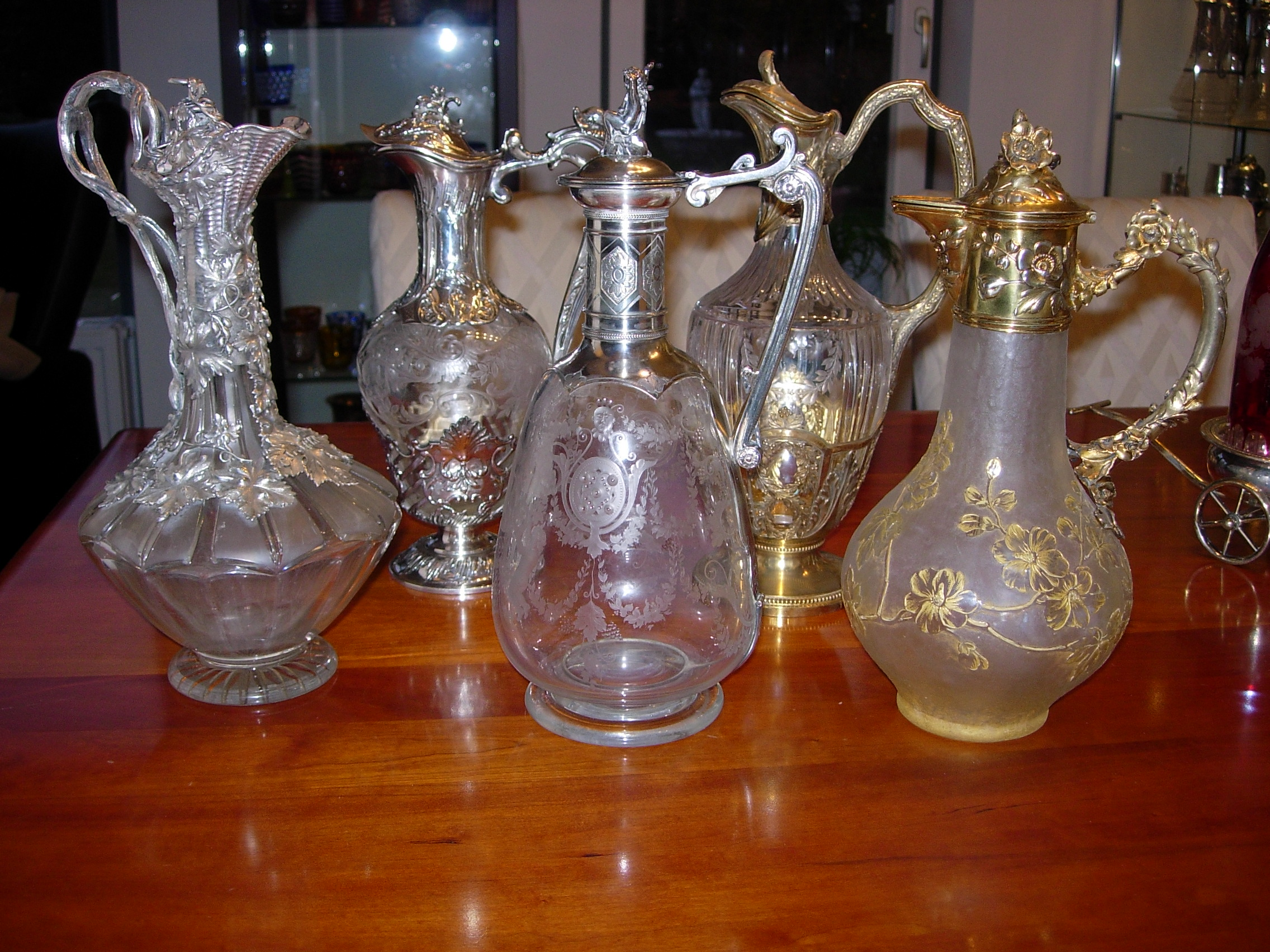
Karaffen

Eine Karaffe (von arabisch غرافة, DMG ġarrāfa ‚Wasserheberad mit Schaufeln‘) ist ein Tafelgefäß aus Ton, geschliffenem Glas oder Kristallglas, das meist eine flaschenähnliche Form hat. Das Volumen üblicher Karaffen beträgt etwa einen Liter, ist aber nicht normiert.

## Verwendung
Karaffen werden zum Trinken von Wasser verwendet, aber auch oft zum Dekantieren von Wein, um ihn von unerwünschtem Bodensatz zu befreien. Das auch als Dekantieren bezeichnete Umfüllen von jungen Weinen ohne Bodensatz dient dagegen dem Kontakt des Weines mit dem Luftsauerstoff, wobei hier die Bezeichnung Karaffieren fachlich richtig wäre. Dekantierkaraffen werden auch als Dekanter bezeichnet.
Neben der klassischen Weinkaraffe gibt es noch Krüge für Limonade aus verschiedenen Materialien.
Das Einschenken aus einer Karaffe bezeichnet man auch als Kredenzen.

## Ausführungen
Karaffen gibt es sehr schlicht als reine Gebrauchsgegenstände, aber auch aufwändig verziert als Tafelschmuck.
Handwerklich besonders anspruchsvoll sind Ausführungen aus geschliffenem oder mundgeblasenem Glas, meist Kristallglas, in Verbindung mit echtem Silber oder auch einer versilberten Montierung. Die Karaffe mit Silbermontierung hatte ihren Höhepunkt in der Zeit zwischen 1830 und 1930. Es handelt sich hierbei um Gefäße mit einem gläsernen Körper und einer silbernen oder versilberten Montierung. Unter Montierung versteht man die Einfassung des Halses, einen Griff und einen Deckel. Der Vorteil bei dieser Art von Karaffe besteht darin, dass es keine Tropfen mehr gibt, da der Metallrand den Tropfen abschneidet.
Ab 1930 kam es zu einer rückläufigen Produktion solcher Karaffen. Originale Stücke aus jener Zeit sind rare und gesuchte Sammelobjekte. Dass vor 1830 solche Stücke nicht hergestellt wurden, lässt sich vermutlich dadurch erklären, dass für Wein bis zu diesem Zeitpunkt eher Kannen aus anderen Materialien verwendet wurden.
Heute werden Glaskaraffen vor allem in zwei Ausführungen angeboten: Als Dekanter zum Umfüllen von Wein und als Aufbewahrungsgefäße für Liköre und Spirituosen.

Karaffen
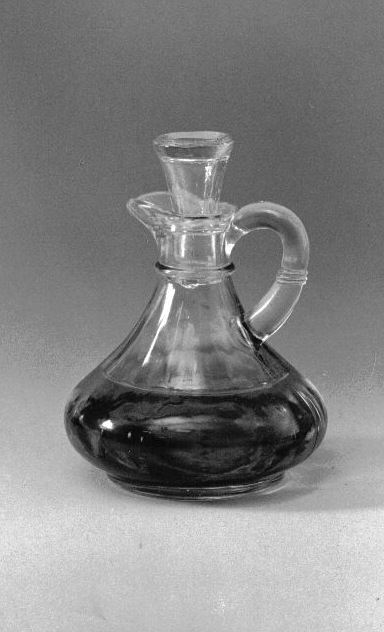
Kristallkaraffe
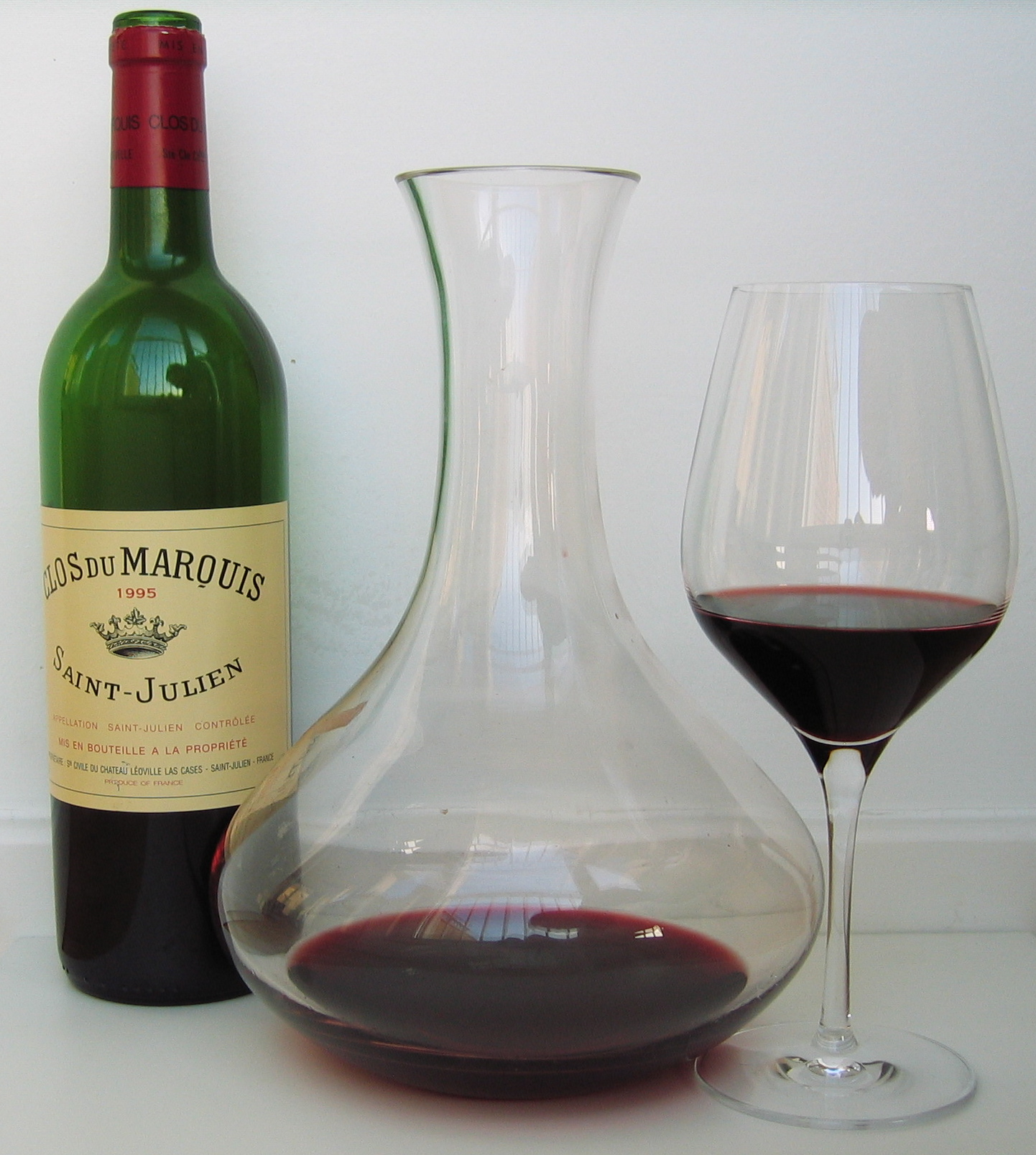
Karaffe für Rotwein als Dekanter mit Flasche und Weinglas
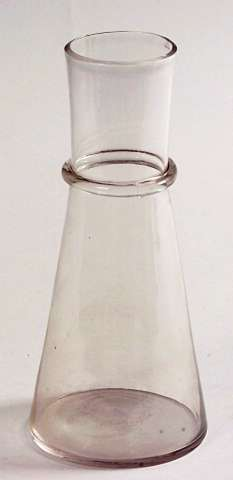
Weinkaraffe, ca. 1900 Norsk Folkemuseum
Karaffe für Wasser oder Landwein